# Cistanthe picta
Cistanthe picta är en källörtsväxtart som först beskrevs av John Gillies och George Arnott Walker Arnott, och fick sitt nu gällande namn av Carolin och M.A. Hershkovitz. Cistanthe picta ingår i släktet Cistanthe och familjen källörtsväxter. Inga underarter finns listade i Catalogue of Life.